# Крайні точки Латвії
Це список крайніх географічних точок Латвії

## Координати

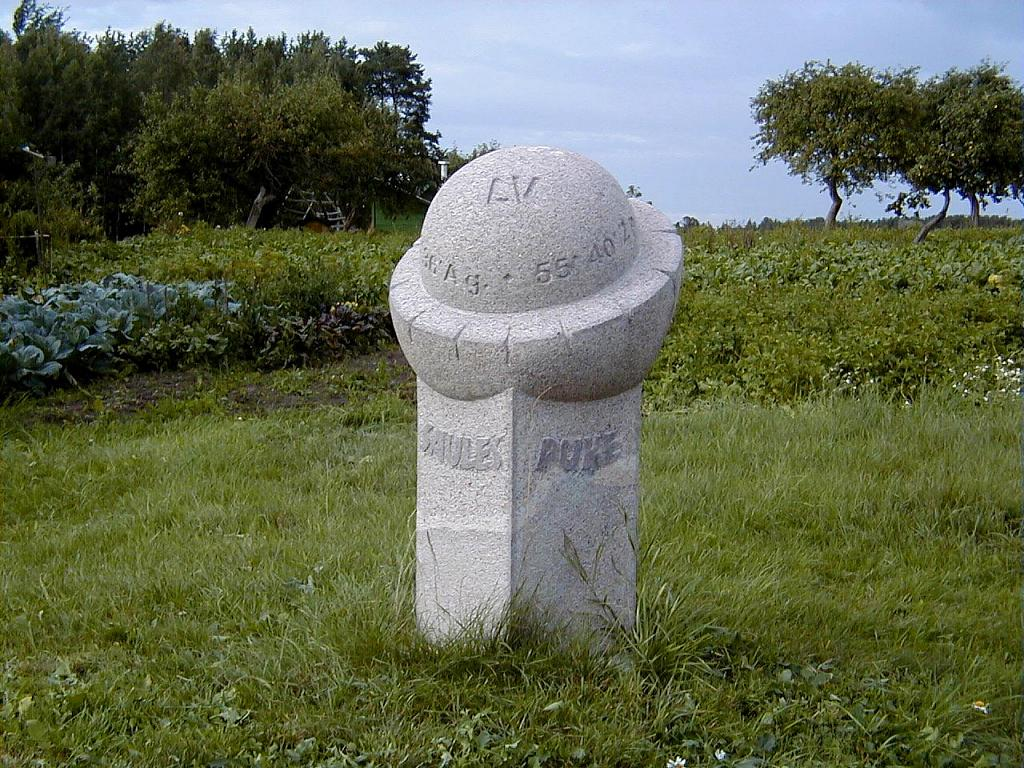
Знак, що відзначає найпівденнішу точку Латвії – "Saules puķe" ("Квітка сонця", алюзія на соняшник)

- Північ: 58°05′07.3″ пн. ш. 25°11′58.1″ сх. д. / 58.085361° пн. ш. 25.199472° сх. д.
Руїенський край, на кордоні з Естонією[1],
- Південь: 55°40′29.2″ пн. ш. 26°35′48.5″ сх. д. / 55.674778° пн. ш. 26.596806° сх. д.
Даугавпілський край, на кордоні з Литвою[2],
- Захід: 56°20′38.5″ пн. ш. 20°58′14.8″ сх. д. / 56.344028° пн. ш. 20.970778° сх. д.
заповідна територія Бернати, Ніцький край
- Схід: 56°16′47.5″ пн. ш. 28°14′26.4″ сх. д. / 56.279861° пн. ш. 28.240667° сх. д.
Зилупський край, на кордоні з Росією[3].

## Відносно рівня моря
- Найвища: пагорб Гайзінькалнс, Відземська височина, (311,6 м), 54°31′46″ пн. ш. 25°38′4″ сх. д. / 54.52944° пн. ш. 25.63444° сх. д.
- Найнижча: узбережжя Балтійського моря